# Anne-Christine Taylor
Pour les articles homonymes, voir Taylor.
Anne-Christine Taylor (née en 1946) est une ethnologue française.

## Biographie
Anne-Christine Taylor est née en 1946. Elle est une spécialiste des cultures indigènes de l’Amazonie. Ses recherches ont porté sur les perceptions et l’expérience de l’histoire dans les sociétés indiennes et sur les conceptions indigènes relatives aux processus psychiques et à l’expérience de soi. Bien qu'elle ne se réclame d'aucune école particulière, son approche générale appartient à une constellation théorique de travaux que l'on pourrait qualifier de "phénoménologie structurale". Elle est une des figures principales de l'école américaniste dite "franco-brésilienne", qui a poursuivi (mais aussi déplacé) les objectifs du structuralisme lévi-straussien.
Elle intègre le CNRS en 1983, au sein duquel elle est 
directrice de recherche. Elle en est détachée en février 2005 au musée du quai Branly, à Paris où elle dirige le département de la recherche et de l’enseignement jusqu’à son départ à la retraite fin décembre 2013. Frédéric Keck lui succéde.
Elle a été présidente de l'APRAS (Association pour la recherche en anthropologie sociale) et membre du Comité national de la recherche scientifique. Elle a été directrice de l'Équipe de recherche en ethnologie amérindienne (CNRS).

### Responsabilités éditoriales et scientifiques
- Membre du comité de rédaction du Journal de la Société des américanistes; coresponsable des comptes rendus et notes de lecture (2006-2008).
- Membre du comité de rédaction de la revue Gradhiva.
- Membre du comité scientifique du Colloque « Du cinéma ethnographique à l'anthropologie visuelle », mars 2006, Musée de l'Homme.

### Vie privée
Anne-Christine Taylor est l'épouse de Philippe Descola.

## Publications
Anne-Christine Taylor a publié plus de soixante articles et contributions à des ouvrages collectifs, et cosigné trois ouvrages.
- 2016 : Persona, étrangement humain,  catalogue de l'exposition au musée du quai Branly sous la direction de  Thierry Dufrêne, Emmanuel Grimaud, Anne-Christine Taylor et Denis Vidal, Actes Sud